# Campagna di Ho Chi Minh
Campagna di Ho Chi Minh (in vietnamita: Chiến dịch Hồ Chí Minh) era il nome in codice assegnato (in onore del leader storico della lotta per l'indipendenza del Vietnam, Ho Chi Minh) dalla dirigenza politico-militare comunista all'ultima e decisiva offensiva scatenata dall'Esercito regolare del Vietnam del Nord e dalle forze vietcong del Fronte di Liberazione Nazionale nella primavera del 1975.
L'offensiva aveva lo scopo di sconfiggere le forze militari del Vietnam del Sud e concludere vittoriosamente la lunga e sanguinosa guerra del Vietnam, dopo i provvisori accordi di pace di Parigi del 1973 e il ritiro completo delle forze armate statunitensi schierate per molti anni nel teatro bellico in appoggio del governo di Saigon.
Le forze dell'Esercito popolare e dei Vietcong, guidate del generale Văn Tiến Dũng, riuscirono a superare in poche settimane ogni resistenza, provocando il crollo definitivo del regime filo-americano del Vietnam del Sud; Saigon cadde il 30 aprile 1975.

## Svolgimento
Preceduta da alcune operazioni preliminari nell'inverno 1974-1975, che avevano messo in evidenza il progressivo indebolimento dell'apparato politico-militare del Vietnam del Sud prossimo ormai al crollo definitivo, si sviluppò favorevolmente per le forze nordvietnamite, guidate dall'abile generale Văn Tiến Dũng, e si concluse rapidamente con sonanti successi per le forze comuniste suggellati dalla battaglia di Phuoc Binh.   L'esercito sudvietnamita, sebbene ancora cospicuo e ben armato con forniture americane, oppose una scarsa resistenza, tranne a Xuan Loc, a nord di Saigon.
L'esercito nordvietnamita, dopo aver tagliato in due parti il territorio del Vietnam del Sud con un'avanzata su Ban Me Thuot, raggruppò le sue forze per l'attacco finale alla capitale Saigon, che venne conquistata facilmente il 30 aprile 1975. Il governo sudvietnamita si dissolse, il presidente Nguyễn Văn Thiệu si dimise e abbandonò precipitosamente il paese cedendo la sua autorità al generale Dương Văn Minh che non poté far altro che arrendersi alle forze nordvietnamite ormai straripanti in tutto il paese.
Numerosi abitanti del Vietnam del Sud, per timore di un "bagno di sangue" comunista, abbandonarono nel panico i loro villaggi cercando scampo a sud o tentando di abbandonare il paese via mare, mentre gli ultimi rappresentanti politico-militari americani ancora presenti a Saigon abbandonarono, con una drammatica evacuazione in elicottero, l'ambasciata per trovare scampo sulle portaerei stazionanti al largo.

## Le conseguenze
Con questa campagna si concluse quindi la guerra del Vietnam con la completa vittoria del Vietnam del Nord e del Fronte di Liberazione nazionale, preludio alla riunificazione del paese sotto il governo comunista di Hanoi.